# Пердурантизм
Пердурантизм, или теория перманентности — это философская теория постоянства и идентичности. Пердурантистская точка зрения состоит в том, что на протяжении всего существования у человека есть различные временные части. Пердурантизм обычно преподносится как антипод эндурантизма, представления о том, что индивид полностью присутствует в каждый момент своего существования.
Использование слов «endure» (выдерживать) и «perdure» (продолжаться) для различения двух способов, с помощью которых можно полагать, может ли объект считаться сохраняющимся, можно проследить до Дэвида Келлогга Льюиса (1986). Однако современные дебаты продемонстрировали трудности в определении пердурантизма (а также эндурантизма). Например, в работе Теодора Сайдера (2001) было высказано предположение, что даже устойчивые объекты могут иметь временные части, и более точно определить пердурантизм как утверждение, что объекты имеют временную часть в каждый момент своего существования. В настоящее время не существует общепризнанного определения пердурантизма. Другие утверждают, что этой проблемы можно избежать, создав время как непрерывную функцию, а не дискретную.
Пердурантизм также называют «четырёхмерным» (в частности, Тедом Сайдером), но пердурантизм также применяется, если кто-то полагает, что существуют временные, но непространственные абстрактные сущности (например, нематериальные души или универсалии типа, принятого Дэвидом Малетом Армстронгом).

## Теоретики червя и теоретики стадии
Пердурантизм делится на две отдельные подгруппы: «теоретиков червя» и «теоретиков стадии».
Теоретики червя считают, что постоянный объект состоит из различных временных частей, которые у него есть. Можно сказать, что объекты, которые сохраняются, расширяются во временном измерении блочной вселенной так же, как физические объекты расширяются в пространстве. Таким образом, они считают, что все сохраняющиеся объекты являются четырёхмерными «червями», которые простираются в пространстве-времени, и что вы ошибаетесь, полагая, что стулья, горы и люди просто трёхмерны.
Теоретики стадии рассматривают обсуждение сохраняющихся объектов как разговор о конкретной временной части или стадии объекта в любой момент времени. Таким образом, можно сказать, что субъект существует только в мгновенный период времени. Однако есть и другие временные части в другое время, с которыми этот предмет связан определённым образом (Сайдер говорит о «модальных двойных отношениях», в то время как Хоули говорит о «неюмовских отношениях»), так что когда кто-то говорит, что он был ребёнком, или что он будет пожилым человеком, эти вещи верны, потому что они имеют особое «идентичностное» отношение к временной части, которая является ребёнком (которая существует в прошлом) или временной частью, которая есть пожилой человек (существующий в будущем). Теоретиков стадии иногда называют «эксдурантистами».
Утверждается, что в отличие от теории червя следует отдавать предпочтение теории стадий, поскольку она точно учитывает содержание нашего опыта. Последнее требует, чтобы мы в настоящее время переживали более одного момента нашей жизни, в то время как на самом деле мы переживаем только один момент времени в соответствии с взглядом теоретиков стадии. Однако, с другой стороны, как утверждает Stuchlik (2003), теория стадии не будет работать при возможности пугающего времени, в котором говорится, что для каждого интервала времени существует подинтервал, и согласно Циммерману (1996), было много самопровозглашённых пердурантистов, которые полагали, что время неуклонно или не содержит мгновений. Некоторые пердурантисты думают, что идея ганка означает отсутствие мгновений, поскольку они определяют их как интервалы времени без подинтервалов.

## Сноски
1. ↑  См. также: McKinnon (2002) and Merricks (1999)